# Neobola bottegoi
Neobola bottegoi és una espècie de peix cipriniforme de la família dels ciprínids.

## Morfologia
Els mascles poden assolir els 7,3 cm de longitud total.

## Distribució geogràfica
Es troba al llac Turkana i a alguns rius de Somàlia.